# فهرست جوایز مصطفی کمال آتاترک
این صفحه شامل فهرست جوایز مصطفی کمال آتاتورک (۱۸۸۱ – ۱۰ نوامبر ۱۹۳۸)، فیلد مارشال، سیاستمدار انقلابی، بنیانگذار جمهوری ترکیه و نخستین رئیس‌جمهور این کشور است.

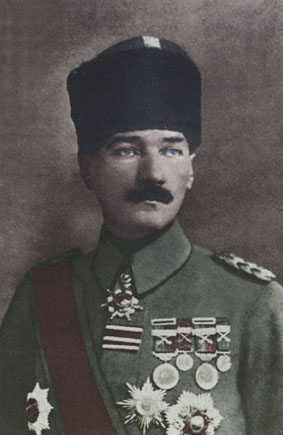
عکس درسال۱۹۱۸ با جوایز او گرفته شده است

## مدال‌ها و جوایز
| نام                                  | اهداکننده                            | دلیل                                                                                         | فلز        | تاریخ           |
| ------------------------------------ | ------------------------------------ | -------------------------------------------------------------------------------------------- | ---------- | --------------- |
| نشان مجیدیه، کلاس پنجم               | عبدالحمید دوم                        | خدمات برجسته به‌عنوان سروان ستاد در دمشق                                                      | نقره       | ۲۵ دسامبر ۱۹۰۶  |
| نشان عثمانیه، کلاس چهارم             | محمد پنجم                            | دستاوردها در نبرد بنغازی که به‌طور داوطلبانه در آن شرکت کرد                                   | نقره       | ۶ نوامبر ۱۹۱۲   |
| لژیون دونور                          | فرانسه                               | دستاوردها به‌عنوان یاربای (سرهنگ دوم) در فرماندهی عملیات نیروهای انتظامی مدیترانه             |            | ۱۱ مارس ۱۹۱۴    |
| نشان عثمانیه، کلاس سوم               | محمد پنجم                            | دستاوردها در طول مدت احداث بخش نوزدهم تکیرداغ که فرماندهی آن را به‌طور داوطلبانه بر عهده گرفت | نقره       | ۱ فوریهٔ ۱۹۱۵    |
| نشان سنت الکساندر (کلاس سوم/فرمانده) | فردیناند، پادشاه بلغارستان           | دستاوردها در طول نبرد گالیپولی                                                               |            | ۲۳ مارس ۱۹۱۵    |
| مدال امتیاز نقره‌ای                   | محمد پنجم                            | دستاوردها در طول فرماندهی بخش نوزدهم ارتش پنجم                                               | نقره       | ۳۰ آوریل ۱۹۱۵   |
| مدال شایستگی                         | محمد پنجم                            | دستاوردها در طول نبرد گالیپولی                                                               | نقره       | ۱ سپتامبر ۱۹۱۵  |
| صلیب آهنین                           | ویلهلم دوم                           | دستاوردها در طول نبرد گالیپولی                                                               | آهن        | ۲۸ دسامبر ۱۹۱۵  |
| مدال شایستگی                         | محمد پنجم                            | دستاوردها در طول نبرد ساری بایر                                                              | طلا        | ۱۷ ژانویهٔ ۱۹۱۶  |
| نشان عثمانیه، کلاس دوم               | محمد پنجم                            | دستاوردها در طول کمپین قفقاز                                                                 | نقره       | ۱ فوریهٔ ۱۹۱۶    |
| نشان لیاقت نظامی                     | اتریش-مجارستان                       | دستاوردها در طول جنگ جهانی اول                                                               |            | ۲۷ ژوئیهٔ ۱۹۱۶   |
| نشان لیاقت نظامی، کلاس سوم           | اتریش-مجارستان                       | دستاوردها در طول جنگ جهانی اول                                                               |            | ۲۷ ژوئیهٔ ۱۹۱۶   |
| نشان مجیدیه، کلاس دوم                | محمد پنجم                            | دستاوردها در طول زمان فرماندهی لشکر شانزدهم ارتش دوم در کمپین قفقاز                          | طلا در وسط | ۱۲ دسامبر ۱۹۱۶  |
| صلیب آهنین، کلاس دوم                 | امپراتوری آلمان                      | دستاوردها در طول جنگ جهانی اول                                                               | آهن        | ۹ سپتامبر ۱۹۱۷  |
| صلیب آهنین، کلاس اول                 | امپراتوری آلمان                      | دستاوردها در طول جنگ جهانی اول                                                               | آهن        | ۹ سپتامبر ۱۹۱۷  |
| نشان لیاقت نظامی، کلاس دوم           | اتریش-مجارستان                       | دستاوردها در طول جنگ جهانی اول                                                               |            | ۹ سپتامبر ۱۹۱۷  |
| مدال امتیاز طلایی                    | محمد پنجم                            | دستاوردها در طول کمپین قفقاز                                                                 | طلا        | ۲۳ سپتامبر ۱۹۱۷ |
| نشان مجیدیه، کلاس اول                | محمد پنجم                            | دستاوردها در طول جنگ جهانی اول                                                               | طلا در وسط | ۱۶ دسامبر ۱۹۱۷  |
| نشان پادشاهی پروس، کلاس اول          | ویلهلم دوم، شاه پروس امپراتوری آلمان | دستاوردها در طول جنگ جهانی اول                                                               |            | ۱۹ فوریهٔ ۱۹۱۸   |
| مدال جنگ                             | محمد ششم                             | کهنه‌سرباز جنگ جهانی اول                                                                      | نقره       | ۱۱ مهٔ ۱۹۱۸      |
| نشان علی‌الاله                        | امان‌الله شاه، شاه افغانستان          |                                                                                              | طلا در وسط | ۲۷ مارس ۱۹۲۳    |
| مدال استقلال ترکیه                   | مجلس ملی کبیر ترکیه                  | دستاوردهای مهم در طور جنگ استقلال ترکیه                                                      | برنز       | ۲۱ نوامبر ۱۹۲۳  |
| نشان مرصع                            | انجمن هوانوردی ترکیه                 | تأسیس انجمن هوانوردی ترکیه                                                                   | پلاتین     | ۲۰ مهٔ ۱۹۲۵      |
| صلیب خدمت نقره‌ای صداقت               |                                      |                                                                                              | نقره       | ۱۲ نوامبر ۱۹۳۱  |

## روبان‌ها و سنجاق‌ها یقه
| نام                                     | تاریخ          |
| --------------------------------------- | -------------- |
| یادآوری یادبود پیروزی                   | ۱۹۲۷           |
| چهارمین کنگرهٔ نمایندگان متفقین          | ۱۹۲۹           |
| یادبود به مناسبت سفر شاه ایران به ترکیه | ۱۹۳۴           |
| ارتش اول                                | ۲۰ اوت ۱۹۳۷    |
| ارتش دوم                                | ۱۳ اکتبر ۱۹۳۷  |
| سنجاق سینهٔ شهر نکارا                    | ۲۷ دسامبر ۱۹۳۷ |
| سنجاق سینهٔ مجلس ملی کبیر ترکیه          |                |